# Saint-Jean-le-Comtal

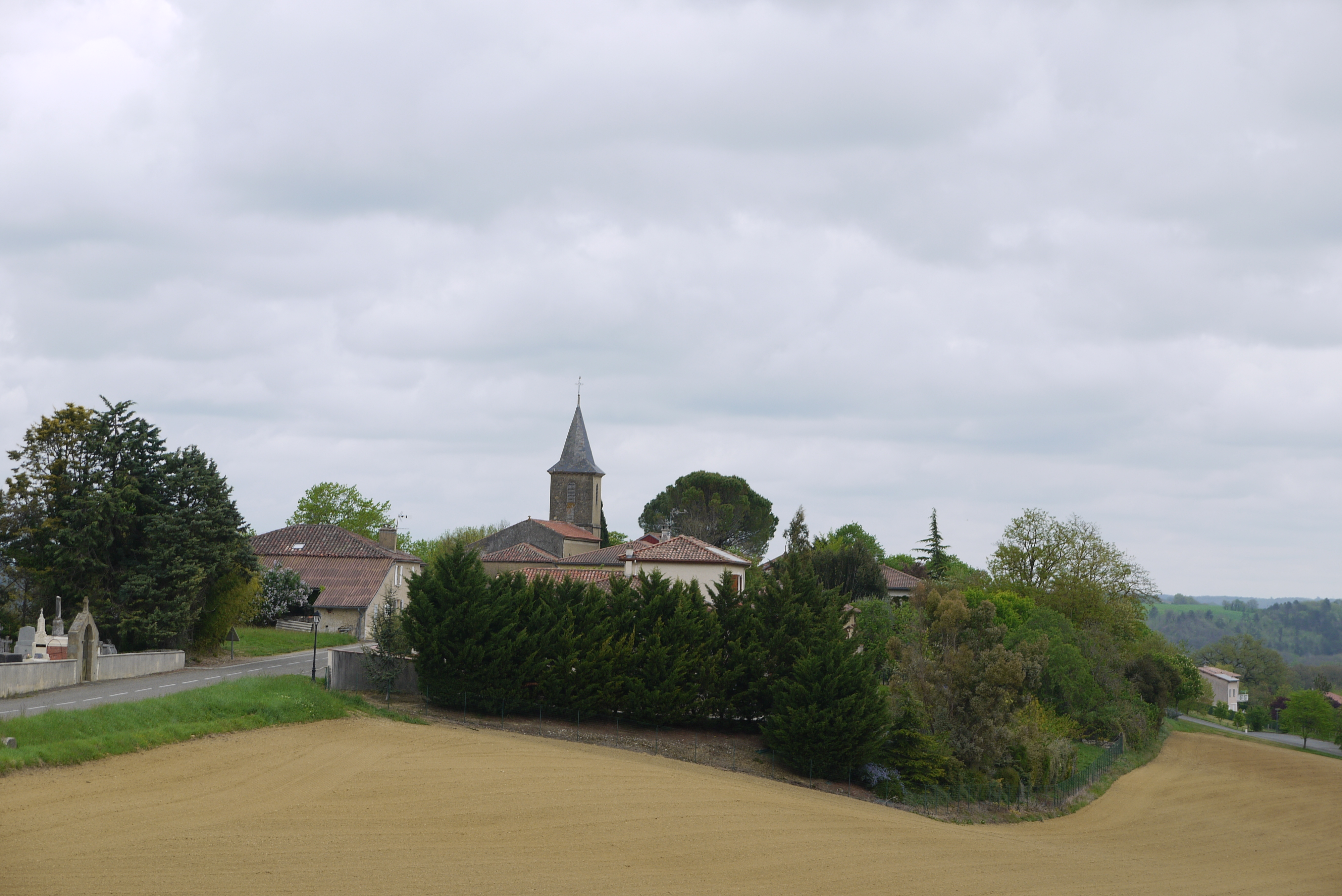
Zicht op het dorp

Saint-Jean-le-Comtal is een gemeente in het Franse departement Gers (regio Occitanie) en telt 348 inwoners (1999). De plaats maakt deel uit van het arrondissement Auch.

## Geografie
De oppervlakte van Saint-Jean-le-Comtal bedraagt 16,7 km², de bevolkingsdichtheid is 20,8 inwoners per km².
De onderstaande kaart toont de ligging van Saint-Jean-le-Comtal met de belangrijkste infrastructuur en aangrenzende gemeenten.

## Demografie
Onderstaande figuur toont het verloop van het inwonertal (bron: INSEE-tellingen).